# Reasi
Reasi (o Riasi) è una città dell'India di 6.981 abitanti, capoluogo del distretto di Reasi, nel territorio del Jammu e Kashmir. In base al numero di abitanti la città rientra nella classe V (da 5.000 a 9.999 persone).

## Geografia fisica
La città è situata a 33° 4' 60 N e 74° 49' 60 E e ha un'altitudine di 465 m s.l.m..

## Società

### Evoluzione demografica
Al censimento del 2001 la popolazione di Reasi assommava a 6.981 persone, delle quali 3.743 maschi e 3.238 femmine. I bambini di età inferiore o uguale ai sei anni assommavano a 876, dei quali 498 maschi e 378 femmine. Infine, coloro che erano in grado di saper almeno leggere e scrivere erano 5.204, dei quali 2.923 maschi e 2.281 femmine.